# 赤岳 (水晶小屋)
赤岳（あかだけ）は、飛騨山脈に位置する、標高2,900メートルの山。富山県富山市と長野県大町市の境に位置する。

## 概要
飛騨山脈の主稜線上、水晶岳・赤牛岳と裏銀座の分岐点に位置する。
山頂には水晶小屋が建っており、縦走の大事な中間点となっている。
山頂では強風が吹くことが多く、危険であるため水晶小屋のテント場は存在しない。
この山を目的地にすることは少ない。
山名は、山肌が赤いことからそう呼ばれ、また古くには水晶岳の古名「中岳剣」に対し、「中岳」と呼ばれていた。奥山廻りの石黒信由の『三州測量図籍』という1835年（天保6年）の記録に記載されていた。

## 登山
- ワリモ北分岐 - 山頂（40分）
雲ノ平や鷲羽岳との分岐から行くルート。全体的に緩やかなものの、山頂手前は傾斜が急となっている。
- 水晶岳 - 山頂（20分）
水晶岳から行くルート。水晶岳付近では急傾斜な道であり、岩場もあるので、注意が必要。
- 真砂岳（竹村新道分岐） - 山頂（2時間）
真砂岳直下の分岐点から行くルート。急な道が多く、東沢乗越までには岩場も存在する。

## 周辺の山
- 水晶岳
- 真砂岳
- 野口五郎岳
- ワリモ岳
- 祖父岳
- 鷲羽岳